# Сельское хозяйство Древнего Египта

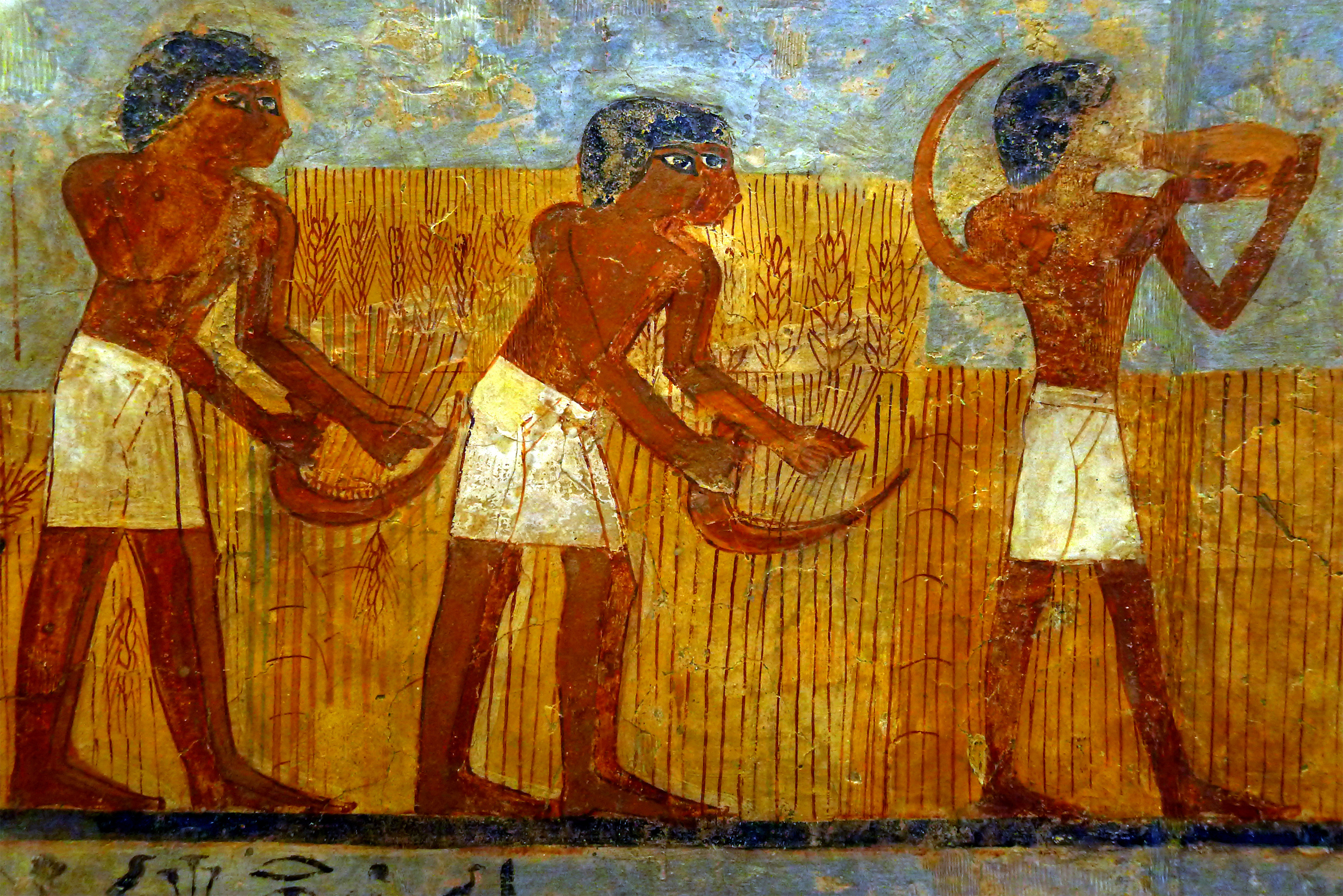
Жнецы; время правления Тутмоса III, XVIII Династия

Сельское хозяйство Древнего Египта зависело от предсказуемых сезонных разливов Нила. Из года в год повторяющиеся в одно и то же время разливы Нила и плодородная почва его долины позволяли египтянам развивать высокопродуктивное по меркам древнего мира сельское хозяйство, а на его основе строить общественные институты и государство. Египтяне были одним из первых народов, занимавшихся крупномасштабным сельским хозяйством. Бассейновое орошение позволяло им выращивать как продовольственные культуры, особенно зерновые, такие как пшеница и ячмень, так и технические сельскохозяйственные культуры, такие как лён и папирус.

## География
Цивилизация древнего Египта развивалась в засушливом климате северной Африки. На этот регион влияют несколько ключевых географических факторов: соседство с Арабской и Ливийской пустынями и река Нил, который течёт из озера Виктория на север в Средиземное море. Из-за аридного климата и практически полного отсутствия осадков, регулярные разливы Нила были фактором, который стал определяющим для развития древнеегипетской цивилизации. Река обеспечивала плодородный оазис посреди великой пустыни, который позволял египтянам строить государство на основе развитого сельского хозяйства. Зависимость Египта от реки, как источника жизни, не была полностью уникальной. Эта зависимость была характерна для нескольких других высоких культур древности, включая Месопотамию и цивилизацию долины Инда, которые опирались на реки Тигр/Евфрат и Инд соответственно.

## Фермерская система

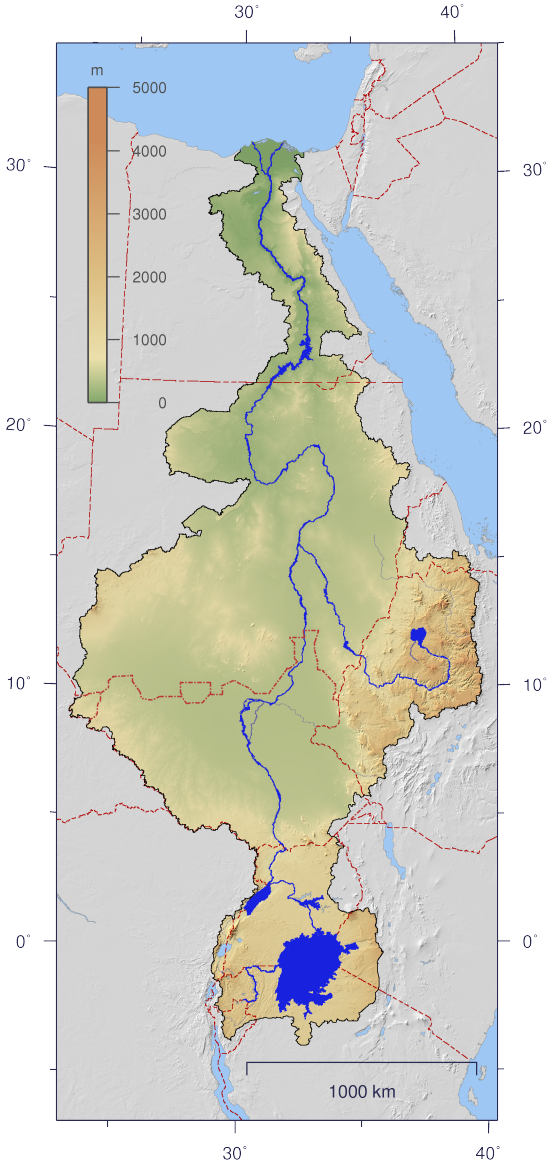
Водораздел Нила

### Нил и полевые насаждения
Длина реки Нил определена в 2016 году в 6 852 км, что ставит её на первое место по длине в мире (Амазонка — самая большая по объёму). Главный источник воды — озеро Виктория. Оттуда река течёт на север и впадает в Средиземное море. Исток реки тяжело определить с полной уверенностью, и считается, что он располагается в лесу Ныунгве в Руанде. Река проходит через 9 стран и множество различных местностей, включая пустыни, болота, тропические леса и горы. У Нила есть два главных притока: Голубой Нил, который берёт начало в Эфиопии, и Белый Нил, который происходит из Руанды. В то время как Белый Нил считается длиннее и легче для передвижения, Голубой Нил несёт примерно две трети объёма воды реки. Название притоков происходит от цвета воды, которую они несут. Притоки соединяются в Хартуме, а устье в Египте снова разветвляется, образуя дельту Нила.
Египтяне воспользовались естественным циклическим характером разлива Нила. Из-за того, что этот паводок предсказуем, египтяне могли развивать на его основе свою сельскохозяйственную практику. Уровень воды в реке поднимался в августе и сентябре, оставляя пойму и дельту, погруженную на 1,5 метра в воду на пике затопления. Это годовое затопление реки известно как наплыв. Когда паводок отступал в октябре, фермеры оставались с влажной и плодородной почвой, в которой сеяли свои растения. Почва, остававшаяся после этого наводнения, известна как ил, и происходила из эфиопской горной местности рядом с Нилом. Посадка происходила в октябре, после того как наводнение заканчивалось и зерно оставалось расти с минимальными затратами по уходу, пока не созревало в марте — мае. Хотя половодье Нила было намного более предсказуемо и спокойно, чем у других рек, таких как Тигр и Евфрат, не всегда всё было идеально. Высокие паводковые воды были разрушительны и могли уничтожить каналы, которые были сделаны для орошения. Нехватка паводковых вод создавала потенциально более серьёзную проблему, потому что вынуждала египтян голодать.

### Система орошения

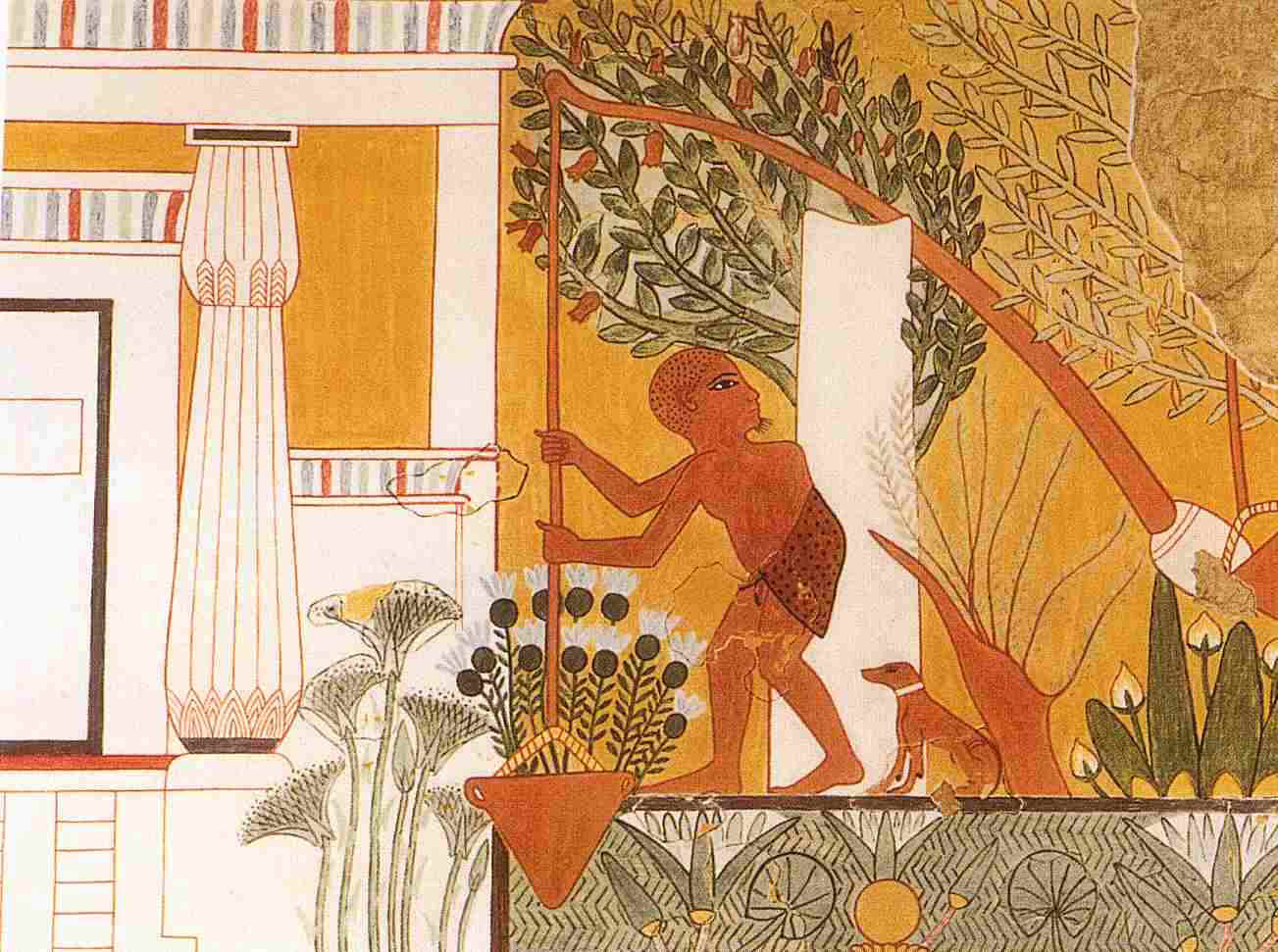
Человек использует для полива шадуф. Гробница Ипу в Дейр-эль-Медине

Орошение позволило египтянам использовать воды Нила для большего контроля над их сельскохозяйственной деятельностью. Потоки воды отводились от определённых зон, таких как города и сады, чтобы защитить их от наводнения. Орошение также использовалось для обеспечения египтян питьевой водой. Несмотря на то, что орошение было ключевым фактором в их сельскохозяйственной деятельности, в масштабе государства не было нормативных актов по контролю за водными ресурсами. Скорее всего, орошение было обязанностью местных фермеров. Тем не менее, наиболее раннее и самое известное упоминание об орошении в египетской археологии найдено на вершине булавы фараона Скорпиона (ок. 3100 год до н. э.). Вершина булавы изображает фараона с мотыгой в руках, стоящего над каналом, который являлся частью сети орошения. Связь высокопоставленного фараона с орошением подчёркивает важность орошения и сельского хозяйства в египетском обществе.

### Бассейновое орошение
Древние египтяне разработали и использовали особую форму управления водными ресурсами, известную как бассейновое орошение. Эта практика позволяла контролировать подъём и снижение уровня реки, и таким образом удовлетворять потребности сельского хозяйства в поливе. В области посева была сформирована перекрёстная сеть земляных валов. После разлива Нила вода оказывалась в ловушке в бассейнах, образованных валами. Эта сеть удерживала воду дольше, чем она задерживалась естественным образом, позволяя земле пропитаться влагой для последующего посева сельскохозяйственных культур. Остававшаяся в бассейнах паводковая вода шадуфами (похожими на колодцы-«журавли») перенаправлялась в другие бассейны, до которых не распространялся уровень Нила.

### Садоводство
Садоводство и огородничество также развивались в качестве дополнения к полевой посадке. Посадки под огородные и садовые культуры, как правило, занимали места выше затопляемых участков, в отдалении от поймы Нила, и в результате для их обработки требовалось гораздо больше сил.